# Agriotherium
Agriotherium  – wymarły rodzaj ssaków drapieżnych z rodziny niedźwiedziowatych (Ursidae).

## Występowanie
Global Biodiversity Information Facility podaje, że szczątki przedstawicieli tego rodzaju były znajdywane na terenach Stanów Zjednoczonych, Meksyku, Hiszpanii, Francji, Polski (niedaleko miejscowości Węże), Ukrainy, RPA, Etiopii oraz Chin.

## Charakterystyka
Na podstawie szczątków zwierząt znajdowanych w różnych częściach świata wyróżniono kilka gatunków Agriotherium, spośród których Agriotherium africanum pozostaje najlepiej zbadanym (głównie z powodu zachowania się najbardziej kompletnych szkieletów).
Badania poszczególnych części szkieletu (a w szczególności fragmentów czaszki) dały podstawę do przypuszczenia, że gatunki Argiotherium oraz blisko spokrewniony z nimi rodzaj Arctodus były największymi lądowymi mięsożercami (przy założeniu, że niedźwiedzie uzna się za zwierzęta wszystkożerne).
Wkład w badania nad Agriotherium miał polski paleontolog, Jan Stach, który analizował szczątki zwierzęce w brekcji w rezerwacie przyrody Węże.

## Etymologia
- Agriotherium: gr. αγριος agrios „dziki”, od αγρος agros „pole”; θηριον thērion „dzike zwierzę”, od θηρ thēr, θηρος thēros „zwierzę”[10].
- Amphiarctos: gr. αμφι amphi „wątpliwy”; rodzaj Ursus Linnaeus, 1758 (niedźwiedź)[11]. Gatunek typowy: Ursus sivalensis Falconer & Cautley, 1836.
- Sivalarctos: Siwalik, północne Indie; rodzaj Ursus Linnaeus, 1758 (niedźwiedź)[12]. Nowa nazwa dla Amphiarctos de Blainville, 1841.
- Hyaenarctos: gr. υαινα υaina „hiena”; αρκτος arktos „niedźwiedź”[13]. Gatunek typowy: Ursus sivalensis Falconer & Cautley, 1836.
- Lydekkerion: Richard Lydekker (1849–1915), brytyjski geolog, paleontolog, biogeograf[14]. Gatunek typowy: Hyaenarctos palaeindicus Lydekker, 1878.

## Podział systematyczny
Do rodzaju należały następujące gatunki:
- Agriotherium aecuatoriale Morales, Pickford & Soria Mayor, 2005
- Agriotherium africanum Hendey, 1972
- Agriotherium hendeyi Jiangzuo & Flynn, 2020
- Agriotherium inexpetans Qiu, Xie & Yan, 1991
- Agriotherium insigne (Gervais, 1853)
- Agriotherium intermedium Stach, 1957
- Agriotherium myanmarense Ogino, Egi, Thein, Htike & Takai, 2011
- Agriotherium palaeindicum (Lydekker, 1878)
- Agriotherium roblesi Morales & Aguirre, 1976
- Agriotherium schneideri Sellards, 1916
- Agriotherium sivalense (Falconer & Cautley, 1836)